# Route nationale 97 (Belgique)
Pour les articles homonymes, voir Route nationale 97.
La route nationale 97 est une route nationale de Belgique qui relie Philippeville à Havelange, en passant par Dinant et Ciney. Celle-ci est prolongée à Philippeville, après avoir croisé la route nationale 5, par la route nationale 40 en direction de Mons.

## Description du tracé
Cette route suit un tracé globalement orienté ouest-est, relativement simple bien qu'il croise pas moins de 4 fois la N936. 
Deux portions sont en voie express (2x2 voies séparées) au sens du Réseau routier à Grand Gabarit 2 (RGG 2) de la Région Wallonne, dont le fonctionnement est similaire à une autoroute.

### Liste des principaux points d'intérêt
Remarque préalable: il ne faut pas confondre voie express et voie rapide qui sont bien distinctes dans la classification belge.
| Km            |  | Point d'intérêt                                                         | Objet |
| ------------- |  | ----------------------------------------------------------------------- | --- |
| 0             |  | Échangeur en diamant                                                    | (voie rapide) vers Charleroi (nord), Couvin (sud) |
| 0             |  | Itinéraire partagé vers l'est                                           | vers Beaumont, Mons (ouest); Givet, Beauraing, Wellin (est) |
| 0,1 - 0,3     |  | Échangeur en diamant partiel (bretelle nord-est manquante)              | Accès à Philippeville (à l'est) |
| 0,1 - 0,3     |  | Changement de gabarit                                                   | Nationale simple (ouest) <> voie express (est) |
| 0,2 - 1,6     |  | Contournement                                                           | Nord de Philippeville |
| 1,6 - 2,4     |  | Échangeur en diamant approximatif Itinéraire partagé vers l'ouest       | vers Beaumont, Mons (ouest); Givet, Beauraing, Wellin (est) Accès à Philippeville (à l'ouest) |
| 2,5 - 2,7     |  | Changement de gabarit                                                   | Voie express (ouest) <> nationale simple (est) |
| 4,7           |  | Rond-point                                                              | vers Florennes, Mettet, Fosses-la-Ville (nord); Vodecée, (sud) |
| 12,05         |  | Intersection                                                            | N977 vers Corenne, Stave, Metter (nord); Gochenée, Agimont, Givet (sud) Accès à Rosée |
| 17,0          |  | Intersection nord                                                       | N951 vers Ermeton-sur-Biert, Saint-Gérard, Fosses-la-Ville (nord) Accès à Morville |
| 17,7          |  | Intersection sud                                                        | N915 vers Hastière, Waulsort, Hermeton-sur-Meuse, Heer-Agimont (sud-est) Accès à Anthée |
| 22,0 - 22,2   |  | Échangeur en diamant partiel vers l'est                                 | N936 vers Hastière, Hermeton-sur-Meuse, Heer-Agimont (sud) Accès à Gerin (au nord) et Onhaye (est) |
| 22,2 - 22,3   |  | Changement de gabarit                                                   | Nationale simple (ouest) <> voie express (est) |
| 23,3 - 24,1   |  | Échangeur en diamant                                                    | N936 vers Dinant, Sorinnes, Achêne (est-nord-est) Accès à Onhaye (sud-ouest) |
| 28,72 - 29,45 |  | Viaduc "Charlemagne" (origine du surnom local "La (Route) Charlemagne") | Meuse et Dinant (sans accès) |
| 29,7 - 30,2   |  | Sortie nord (voie sans issue)                                           | Parking du parc aventure "Dinant Aventure" |
| 32,4 - 33,2   |  | Échangeur en diamant approximatif                                       | vers Dinant, Anseremme (ouest); Boiseilles, Celles, Ciergnon (sud-est) |
| 37,65 - 38,35 |  | Échangeur en diamant                                                    | N936 vers Sorinnes, Dinant (ouest); Achêne, Ciney (est); Celles (sud-est via N910) |
| 38,35 - 39,3  |  | Échangeur en trèfle                                                     | (autoroute) vers: - Nord: Spontin, Courrière, Namur, Ottignies-Louvain-la-Neuve, Wavre, Overijse, Bruxelles - Sud: Wanlin (Rochefort & Beauraing), Libramont-Chevigny, Neufchâteau, Arlon                                                   |
| 42,8 - 43,0   |  | Échangeur partiel vers l'ouest                                          | N936 vers Ciney (nord-est); Achêne (ouest-sud-ouest) |
| 43,1 - 43,2   |  | Changement de gabarit                                                   | Voie express (ouest) <> nationale simple (est) |
| 43,2          |  | Rond-point                                                              | N949 vers Leignon, Chapois (sud-sud-est) |
| 43,4 - 44,1   |  | Échangeur en diamant                                                    | N937 vers Ciney, Braibant, Spontin (nord) |
| 44,7 - 45,45  |  | Échangeur en diamant                                                    | N957 vers Ciney, Sorée, Ohey (nord); Pessoux (sud-est) |
| 48,0 - 48,4   |  | Échangeur en diamant                                                    | (voie rapide) vers: - Nord: Assesse, Sart-Bernard, Erpent, Namur, Gembloux, Ottiginies-Louvain-la-Neuve, Wavre, Overijse, Bruxelles - Sud-est: Pessoux, Hogne, Marche-en Famenne, Bastogne, Martelange, Arlon Accès à Emptinne (nord-ouest) |
| 51,63         |  | Rond-point                                                              | Milieu de Hamois |
| 59,497        |  | Intersection                                                            | N983 vers Évelette, Ohey, Andenne (nord-ouest); Maffe, Somme-Leuze, Petit-Han (Durbuy), Barvaux N636 (prolongement) vers Pailhe, Scry, Fraineux, Liège (nord-est) Accès à Havelange                                                         |

### Communes sur le parcours
- Région wallonne
  -  Province de Namur
    - Philippeville
    - Florennes
    - Onhaye
    - Hastière
    - Dinant
    - Hastière
    - Dinant
    - Ciney
    - Hamois
    - Havelange

## Statistiques de fréquentation
| BK   | Début                   | Fin                     | Trafic moyen journalier (6h–22h, en milliers), | Trafic moyen journalier (6h–22h, en milliers), | Trafic moyen journalier (6h–22h, en milliers), | Trafic moyen journalier (6h–22h, en milliers), | Trafic moyen journalier (6h–22h, en milliers), | Trafic moyen journalier (6h–22h, en milliers), | Trafic moyen journalier (6h–22h, en milliers), |
| BK   | Début                   | Fin                     | 1985                                           | 1990                                           | 1995                                           | 2000                                           | 2005                                           | 2010                                           | 2015                                           |
| ---- | ----------------------- | ----------------------- | ---------------------------------------------- | ---------------------------------------------- | ---------------------------------------------- | ---------------------------------------------- | ---------------------------------------------- | ---------------------------------------------- | ---------------------------------------------- |
| 4,0  | Philippeville N97n      | Philippeville (Vodecée) | 5,0                                            | 6,1                                            | 6,9                                            | 7,8                                            | 3,6                                            | 4,0                                            | –                                              |
| 4,7  | Philippeville (Vodecée) | Florennes (Rosée) N977  | 3,1                                            | 4,0                                            | 4,3                                            | 4,2                                            | 4,7                                            | 4,6                                            | –                                              |
| 32,4 | Onhaye N936             | Dinant (Boisseilles)    | 1,9                                            | 3,0                                            | 3,6                                            | 4,3                                            | 5,2                                            | 5,6                                            | –                                              |
| 33,2 | Dinant (Boisseilles)    | Dinant (Taviet) N936    | 2,6                                            | 4,0                                            | 4,5                                            | 5,4                                            | 5,9                                            | 6,5                                            | –                                              |
| 41,1 | – 20 Achêne             | Ciney N936              | 3,5                                            | 5,1                                            | 6,2                                            | 7,0                                            | 8,2                                            | –                                              | –                                              |
| 48,1 | Ciney N957              | Hamois (Emptinne)       | 7,0                                            | 6,9                                            | 8,8                                            | 10,5                                           | 11,2                                           | –                                              | –                                              |
| 48,2 | Hamois (Emptinne)       | Hamois-Centre           | 5,5                                            | 5,3                                            | 6,2                                            | 6,9                                            | 7,6                                            | –                                              | –                                              |